# Dyschoriste hirsuta
Dyschoriste hirsuta är en akantusväxtart som först beskrevs av Oerst., och fick sitt nu gällande namn av Carl Ernst Otto Kuntze. Dyschoriste hirsuta ingår i släktet Dyschoriste och familjen akantusväxter. Inga underarter finns listade i Catalogue of Life.